# Євлогій (Пацан)
Єпископ Євлогій (Василь Олексійович Пацан; 6 червня 1970, Мала Мощаниця, Здолбунівський район, Рівненська область) — архієрей Української православної церкви Московського патріархату, єпископ Новомосковський, вікарій Дніпропетровської єпархії УПЦ Московської патріархії.

## Життєпис
1993 року закінчив Київську духовну семінарію. 
1997 року закінчив Київську духовну академію. У тому ж році став викладачем Київських духовних шкіл. 
У грудні 1997 року пострижений в іноки. 14 січня 1998 року рукопокладений в сан диякона. 
27 березня 1998 року прийняв чернечий постриг з іменем Євлогій на честь святителя Євлогія, 14 червня — священник, 28 серпня — ігумен. 
21 лютого 2000 року направлений до Свято-Покровської церкви села Плоского, Броварського району, Київської області. 
9 листопада 2007 — архімандрит. 
26 березня 2008 — кандидат богослов’я. 
24 листопада 2009 року — єпископ Новомосковський, вікарій Дніпропетровської єпархії.
12 грудня 2009 року — хіротонія. 